# Смрадливото езеро
Смрадливото езеро  е най-голямото ледниково езеро в България и на Балканския полуостров. Намира се в Средна Рила, разположено е в средата на висящ към долината на Рилска река циркус между върховете Рилец (2713 m) на югозапад и Кьоравица (2612 m) на юг, като северният му бряг опира в напречния вал на ледниковия праг. 
Езерото е второто от групата на Смрадливите езера – три постоянни и три пресъхващи през лятото. То има овална форма, дълго е 900 m и широко 260 m. Площта му е 212 da, обемът му е 1 720 000 m3, а максималната му дълбочина – 24 m. По северния му бряг е изградена преградна стена, която повишава нивото му, а водата от него се използва за регулиране на водния режим на Рилската каскада. От северния му край при високи води изтича поток, който след 1,2 km се влива отляво в Рилска река (ляв приток на Струма).
Името на езерото е свързано с преданието, че при незапомнена по силата си буря огромни вълни изхвърлили на брега рибата от езерото и тя се вмирисала. За него се разказват много легенди, свързани с живота на Свети Иван Рилски.